# Pseudabryna
Pseudabryna är ett släkte av skalbaggar. Pseudabryna ingår i familjen långhorningar.
Kladogram enligt Catalogue of Life:
| Pseudabryna | \| \| Pseudabryna hieroglyphica \| \| \| \| \| \| Pseudabryna luzonica \| \| \| \| |
|             | \| \| Pseudabryna hieroglyphica \| \| \| \| \| \| Pseudabryna luzonica \| \| \| \| |
|             | Pseudabryna hieroglyphica                                                          |
|             |                                                                                    |
|             | Pseudabryna luzonica                                                               |
|             |                                                                                    |